# Chamkar Leu
Chamkar Leu är ett distrikt i Kambodja.   Det ligger i provinsen Kampong Cham, i den centrala delen av landet, 90 km nordost om huvudstaden Phnom Penh.